# Đa Minh Nguyễn Tuấn Anh
Đa Minh Nguyễn Tuấn Anh (sinh ngày 9 tháng 4 năm 1972) là một Giám mục Công giáo Việt Nam, hiện đang đảm nhận chức vụ Giám mục Phụ tá của Giáo phận Xuân Lộc. Khẩu hiệu Giám mục của ông là Nguyện Ý Chúa nên trọn.
Sinh năm 1972 tại Đồng Nai, từ năm 18 tuổi, cậu Nguyễn Tuấn Anh đã đi theo con đường tu trì, trở thành tu sinh của Giáo phận Xuân Lộc vào năm 1990. Tu sinh Tuấn Anh chính thức nhập học Đại chủng viện Thánh Giuse Sài Gòn vào năm 1997 và tốt nghiệp vào năm 2003.
Sau hai năm trở về giáo phận Xuân Lộc để hỗ trợ mục vụ, chủng sinh Tuấn Anh được truyền chức Phó tế, và linh mục lần lượt vào hai ngày 29 và 30 tháng 9 năm 2005. Tân linh mục Đa Minh sau đó dành bảy năm du học Pháp, từ năm 2006 đến năm 2013, tốt nghiệp văn bằng Thạc sĩ Thần học Luân lý. Sau ba năm trở thành giáo sư Đại chủng viện Xuân Lộc, linh mục Tuấn Anh tiếp tục du học Phillipines từ năm 2016 đến năm 2020. Từ tháng 1 năm 2021, ông trở lại giảng dạy và tháng 3 năm 2021, được chọn làm Tổng Đại diện Giáo phận Xuân Lộc. 
Tháng 8 năm 2024, Giáo hoàng chọn linh mục Đa Minh Nguyễn Tuấn Anh làm Giám mục Hiệu tòa Thimida Regia, phụ tá Giáo phận Xuân Lộc. Lễ tấn phong cho giám mục tân cử đã được tổ chức tại Tòa giám mục Xuân Lộc vào ngày 9 tháng 10 năm 2024.

## Thân thế và thời kỳ tu học
Giám mục Đa Minh Nguyễn Tuấn Anh sinh ngày 9 tháng 4 năm 1972 tại Tam Hiệp, Biên Hòa, tỉnh Đồng Nai; về lãnh thổ tôn giáo, thuộc giáo xứ Bùi Thái, giáo hạt Tân Mai, giáo phận Xuân Lộc,Thân phụ là ông Đa Minh Nguyễn Hữu Liêm đã qua đời,(37:08), nguyên quán giáo họ An Lạc, giáo xứ Phương Quan, giáo phận Hải Phòng, thuộc thị trấn Thanh Miện, huyện Thanh Miện, tỉnh Hải Dương. Hiện giáo họ vẫn còn mộ phần sáu vị tử đạo là tổ tiên của giám mục Đa Minh,(1:43:22)   thân mẫu là bà Maria Nguyễn Thị Mài, nguyên quán giáo xứ Đầu Lâm, giáo phận Hải Phòng, thuộc xã Đoàn Tùng, huyện Thanh Miện, tỉnh Hải Dương. Ông bà cố sinh ra tám người con, và giám mục Đa Minh là con thứ sáu. Thế nhưng, giám mục Nguyễn Tuấn Anh lại lớn lên tại giáo xứ Hà Nội (giáo hạt Hố Nai, giáo phận Xuân Lộc). Bản thân Giám mục Đa Minh từ nhỏ đã nhận các bí tích Công giáo, tham dự ban lễ sinh và tham gia các sinh hoạt trong ca đoàn, cũng như giáo lý viên của giáo xứ này. Thân mẫu và các anh chị em của ông hiện cư ngụ tại Giáo xứ Thanh Hóa, giáo phận Xuân Lộc.(2:07:50) Còn họ nội của ông hiện cư ngụ tại giáo xứ Ma Lâm, giáo phận Phan Thiết.
Cậu Tuấn Anh theo học trường Trung học Phổ Thông Nguyễn Trãi, niên khóa 1987 đến 1990, với năm cuối thuộc lớp Tạo Nguồn 12A1. Sau đó, giai đoạn từ năm 1990 đến năm 1997, cậu thanh niên Tuấn Anh là Tu sinh thuộc giáo phận Xuân Lộc, nhận Linh mục Vinh Sơn Nguyễn Văn Tuyền (giai đoạn 1980–1995 là Linh mục Phó xứ Hà Nội) làm nghĩa phụ. Linh mục Tuyền được gọi bằng danh từ "cha nghĩa phụ/cha cố", trong khi nghĩa phụ của linh mục Tuyền là linh mục Đa Minh Trần Xuân Thảo, được linh mục Tuấn Anh gọi bằng danh xưng cha cố ông. Linh mục Trần Xuân Thảo (sinh năm 1940, thụ phong linh mục năm 1968) nguyên là Trưởng Ban Loan báo Tin Mừng giáo phận Xuân Lộc, đương kiêm Chủ tịch Uỷ ban Đoàn kết Công giáo tỉnh Đồng Nai (từ năm 1988; tái cử nhiệm kỳ 2023–2028) và Phó Chủ tịch Uỷ ban Đoàn kết Công giáo Việt Nam (nhiệm kỳ 2023–2028).
Ông theo học tại Đại chủng viện Thánh Giuse Sài Gòn trong giai đoạn từ năm 1997 đến năm 2003, thuộc Khoá V của Chủng viện này. Chủng sinh Tuấn Anh hỗ trợ Mục vụ giáo xứ Hiền Hòa, giáo phận Xuân Lộc từ năm 2003 đến năm 2005.

## Thời kỳ linh mục
Chủng sinh Nguyễn Tuấn Anh được Truyền chức Phó tế vào ngày 29 tháng 9 năm 2005 tại Nhà thờ Chính tòa Xuân Lộc, bởi Giám mục Tôma Nguyễn Văn Trâm. Một ngày sau đó, Phó tế Nguyễn Tuấn Anh được Thụ phong Linh mục cũng tại Nhà thờ Chính tòa Xuân Lộc, bởi Giám mục Đa Minh Nguyễn Chu Trinh.
Chủng sinh Nguyễn Tuấn Anh đã theo học tiếng Pháp từ năm 2005 đến năm 2006 tại Tổng giáo phận Thành phố Hồ Chí Minh. Sau khi được Thụ phong Linh mục, tân Linh mục Nguyễn Tuấn Anh đã du học Pháp trong bảy năm, từ năm 2006 đến năm 2013, tốt nghiệp học vị Thạc sĩ Thần học Luân lý tại Học viện Công giáo Paris (Institut Catholique de Paris). Trở về Việt Nam, ông đảm nhận chức Giáo sư tại Đại chủng viện Thánh Giuse Xuân Lộc, dạy môn Thần học Luân lý cho đến năm 2016.
Linh mục Đa Minh Nguyễn Tuấn Anh tiếp tục du học tại Philippines, từ năm 2016 đến năm 2020. Theo thông tin từ Hội đồng Giám mục Việt Nam, trong giai đoạn từ năm 2016 đến năm 2018, ông theo học chương trình Tiến sĩ Thần học Luân lý tại Trường Thần học Loyola (Loyola School of Theology) Ateneo, Philippines. Năm 2019, ông theo học khóa đào tạo dành cho các Nhà đào tạo tại Emmaus Center, Ateneo, Philippines; và năm 2020, theo học khóa học Canh tân đời sống Linh mục tại Galilee Center, Tagaytay, Philippines. Theo thông tin từ Ban Tôn giáo Chính phủ Việt Nam, linh mục Nguyễn Tuấn Anh đã tốt nghiệp Tiến sĩ Thần học tại Trường Thần học Loyola vào năm 2018.
Trở về Việt Nam, từ ngày 27 tháng 1 năm 2021, ông làm Giáo sư Thần học Luân lý tại Đại chủng viện Thánh Giuse Xuân Lộc và kể từ ngày 3 tháng 3 cùng năm, ông là Linh mục Tổng đại diện Giáo phận Xuân Lộc, kế nhiệm Giám mục Gioan Đỗ Văn Ngân. Đại diện Giám mục Đỗ Văn Ngân, linh mục Tuấn Anh đã bàn giao nhân sự gồm 3 linh mục và 4 đại chủng sinh tham gia công tác chống dịch vào ngày 31 tháng 7 năm 2021. Tháng 8 cùng năm, linh mục Tuấn Anh đã gửi thư cảm ơn các tình nguyện viên tham gia công tác này. Linh mục Tuấn Anh cũng đại diện tham gia buổi gặp mặt tình nguyện viên đợt ba của giáo phận Xuân Lộc vào cuối tháng 8 cùng năm.
Ông tham gia cuộc gặp mặt với các "chức sắc, chức việc" trên địa bàn tỉnh Đồng Nai do Bộ Chỉ huy Quân sự tỉnh tổ chức vào tháng 3 năm 2022, cũng như cuộc họp mặt các "chức sắc Công giáo" tỉnh Đồng Nai do Chủ tịch Uỷ ban Mặt trận Tổ quốc và Trưởng ban Dân vận và Sở Nội vụ, Ban Tôn giáo tỉnh tổ chức vào tháng 11 cùng năm.
Linh mục Nguyễn Tuấn Anh dẫn đầu Đoàn Linh mục giáo phận Xuân Lộc, gồm Linh mục Phó chủ tịch Thường trực Ủy ban Đoàn kết Công giáo Việt Nam tỉnh Đồng Nai Philipphê Lê Văn Năng, Linh mục Chánh văn phòng Tòa Giám mục, các Linh mục Hạt trưởng, và trưởng ban đến chúc mừng Trị sự Giáo hội Phật giáo Việt Nam tỉnh Đồng Nai nhân dịp lễ Phật đản 2568PL vào ngày 13 tháng 5 năm 2024.
Linh mục Nguyễn Tuấn Anh là thành viên Hội Tông đồ Công giáo Thánh Pallotti (Pallottines; còn gọi là Society of the Catholic Apostolate (S.A.C.)).

## Thời kỳ Giám mục

### Bổ nhiệm và chúc mừng
Ngày 24 tháng 8 năm 2024, Giáo hoàng Phanxicô bổ nhiệm Linh mục Đa Minh Nguyễn Tuấn Anh đảm nhận chức vụ Giám mục Phụ tá Giáo phận Xuân Lộc. Giáo phận Xuân Lộc là nơi có một triệu tín đồ Công giáo tại Việt Nam, với diện tích gần 6.000 km2 và được phân chia thành 225 Giáo xứ. Vatican News tiếng Pháp nhận định đây là một trong những Giáo phận năng động nhất tại Việt Nam, vốn là một Giáo hội có khoảng 7 triệu tín đồ tại quốc gia này.
Giám mục Tân cử Đa Minh là Giám mục Phụ tá thứ năm trong lịch sử Giáo phận Xuân Lộc kể từ khi thiết lập vào năm 1965, và là Giám mục Hiệu tòa Thimida regia, Tunisia thứ bảy kể từ khi được thiết lập vào năm 1933 và có Giám mục Hiệu tòa đầu tiên vào năm 1968. Ông cũng là giám mục thứ chín sinh trưởng và phục vụ [trong tư cách giám mục] xuất thân từ Giáo phận Xuân Lộc. Ở tuổi 52, Giám mục Nguyễn Tuấn Anh trở thành Giám mục Công giáo trẻ tuổi nhất của Giáo hội Công giáo tại Việt Nam.
Giám mục Tân cử Nguyễn Tuấn Anh đã tham dự lễ khai giảng Đại chủng viện Xuân Lộc cho niên học 2024–2025 vào ngày 3 tháng 9 năm 2024 tại Hội trường Tòa giám mục Xuân Lộc. Ngày 10 tháng 9 cùng năm, đoàn lãnh đạo tỉnh Đồng Nai và thành phố Long Khánh, cũng như các đại diện từ ủy ban tỉnh, hội đồng nhân dân, ủy ban nhân dân và mặt trận Tổ Quốc đã có buổi chào thăm và chúc mừng tân giám mục phụ tá Nguyễn Tuấn Anh tại Tòa giám mục Xuân Lộc. Trưởng đoàn là ông Phó Bí thư Thường trực tỉnh Đồng Nai Hồ Thanh Sơn. Đoàn đại diện từ ban Dân vận Trung Ương, do do ông Phó trưởng ban Đỗ Văn Phới làm trưởng đoàn, cũng đã đến Tòa giám mục Xuân Lộc để chúc mừng giám mục tân cử vào ngày 20 tháng 9. Ngày 23 tháng 9 cùng năm, một phái đoàn từ Uỷ ban Mặt trận Tổ Quốc, ban Dân vận và Ban Tôn giáo tỉnh Bình Dương cũng có cuộc gặp chúc mừng tân giám mục tại Tòa giám mục Xuân Lộc.
Trong bài viết Tâm tình Mục Tử tháng 10 năm 2024 công bố vào ngày 3 tháng 10, nhân dịp có tân giám mục, Giám mục Gioan Đỗ Văn Ngân chọn viết về chủ đề phận vụ Chúa Kitô ủy thác cho Giám mục và cũng cho mọi tín hữu.

### Khẩu hiệu và Huy hiệu
Giám mục Nguyễn Tuấn Anh chọn khẩu hiệu Nguyện Ý Chúa nên trọn (Domini Voluntas Fiat), lấy cảm hứng từ lời nguyện xin trong Kinh Lạy Cha mà Chúa Giêsu đã dạy các môn đệ, trong kinh thánh Mátthêu chương 6 câu 10, cũng như lời vâng phục Chúa Cha của Giêsu trong vườn Gietsêmani, theo Kinh thánh Mát-thêu chương 26 câu 42. Về hình ảnh huy hiệu, có các hình ảnh biểu tượng như Kinh Thánh, Thánh Thể và Chúa Thánh Thần, Thánh Giá, sao Mai (bà Maria), hoa huệ (thánh Giuse) và ngọn đuốc (thánh bảo trợ Đa Minh). Hình ảnh trên biểu tượng huy hiệu còn có màu cờ vàng trắng của Tòa Thánh, cánh buồm cho sứ mạng thực thi [truyền giáo] và đồng cỏ, gợi nhắc hình ảnh đoàn chiên được chăm sóc bởi người mục tử. Hình ảnh biểu tượng chính thức được công bố vào ngày 5 tháng 10 năm 2024.
Ngày 6 tháng 10, YouTube Giáo phận Xuân Lộc công bố bài hát lấy cảm hứng từ khẩu hiệu của tân giám mục, Xin Vâng Thánh Ý. Bài hát được sáng tác bởi Đức Hữu và trình bày bởi ca đoàn Sao Mai. Ba bài hát cùng tên lấy từ khẩu hiệu tiếng Latinh của tân giám mục, Domini Voluntas Fiat đã được sáng tác và công bố trên trang YouTube Giáo phận. Sáng tác của Vĩnh Ân và Nguyên Nhung được công bố vào ngày 7 tháng 10. Riêng sáng tác của Thế Thông được công bố vào ngày 8 tháng 10 cùng năm.

### Nghi thức Tuyên Xưng Đức Tin
Gần hai tuần sau ngày bổ nhiệm, Giám mục Đỗ Văn Ngân có thông báo bằng thư chung về vấn đề tân giám mục Nguyễn Tuấn Anh, đề ngày 5 tháng 9 năm 2024. Thư chung xác nhận lễ tấn phong cho tân giám mục được cử hành vào sáng ngày 9 tháng 10 năm 2024 tại Tòa giám mục Xuân Lộc, Long Khánh, tỉnh Đồng Nai. Tân giám mục chọn cho mình tâm tình [quen gọi là châm ngôn/khẩu hiệu] Nguyện Ý Chúa nên trọn. Nguyên giám mục Xuân Lộc Giuse Đinh Đức Đạo phụ trách việc tĩnh tâm cho giám mục tân cử.(03:07:39)
Giáo phận Xuân Lộc công bố dự tính truyền hình trực tiếp nghi thức Tuyên xưng Đức Tin vào chiều ngày 8 tháng 10, cũng như lễ tấn phong cử hành vào sáng ngày 9 tháng 10 năm 2024 trên kênh YouTube của Giáo phận Xuân Lộc. Tham dự còn có Hồng y Nguyễn Văn Nhơn, bốn tổng giám mục, 12 giám mục, các linh mục, tu sĩ và giáo dân đến từ các giáo phận. Thể theo mong muốn của Đại diện Tòa Thánh Marek Zalewski, Giám mục Đỗ Văn Ngân sẽ chứng kiến [làm chứng nhân] việc tuyên xưng Đức Tin về thề hứa trung thành của Giám mục Tân cử. Một bản tin thông cáo về lịch trình chi tiết về nghi thức tuyên xưng Đức Tin và lễ truyền chức giám mục đã được công bố vào ngày 8 tháng 10 cùng năm, bởi Linh mục Fx. Đỗ Đức Lực thuộc Văn phòng Tòa giám mục Xuân Lộc.
Nghi thức Tuyên Xưng Đức Tin của tân giám mục đã được cử hành vào ngày 8 tháng 10 năm 2024 tại Nhà nguyện Tòa giám mục Xuân Lộc. Chủ sự nghi thức là Giám mục giáo phận Hải Phòng Vinh Sơn Nguyễn Văn Bản. Nhắc nhớ trong bài giảng, Giám mục chủ sự Vinh Sơn khẳng định tân giám mục phụ tá được bổ nhiệm làm giám mục cho giáo phận và vì nhu cầu mục vụ của Giáo phận Xuân Lộc, không phải riêng cho cá nhân giám mục giáo phận.

### Lễ tấn phong
Lễ tấn phong Giám mục được cử hành vào sáng ngày 9 tháng 10 tại khuôn viên Toa giám mục Xuân Lộc. Chủ phong nghi thức truyền chức là Giám mục Gioan Đỗ Văn Ngân, hai giám mục phụ phong là giám mục Giáo phận Bùi Chu Tôma Aquinô Vũ Đình Hiệu và Giáo phận Ban Mê Thuột Gioan Baotixita Nguyễn Huy Bắc. Theo ước tính của trang tin Giáo phận Xuân Lộc, hàng ngũ giám mục đồng tế gồm có Tổng giám mục Marek Zalewski, Đại diện Tòa Thánh, Hồng y Phêrô Nguyễn Văn Nhơn, các Tổng giám mục, ngoài ba giám mục chủ phong và phụ phong còn có 26 giám mục khác. Khoảng 300 linh mục đồng tế, các chủng sinh, tu sĩ, khách mời và thân nhân giám mục tân cử và tính riêng giáo dân vào khoảng 12.000 người. Phần giảng lễ được Tổng giám mục Tổng giáo phận Huế Giuse Nguyễn Chí Linh đảm nhận. Với việc tấn phong tân giám mục, Giáo phận Xuân Lộc trở thành giáo phận thứ hai, cùng với Huế có đến bốn giám mục [thuộc về] giáo phận. Theo thông tin từ trang Hội đồng Giám mục Việt Nam, số giám mục tham dự, ngoài ba vị là Tổng giám mục Đại diện Tòa Thánh, Tổng giám mục Chủ tịch Hội đồng Giám mục Giuse Nguyễn Năng và Hồng y Nguyễn Văn Nhơn, còn có 27 giám mục khác tham dự lễ tấn phong. Ước lượng của bài viết đăng tải trên trang này về số linh mục đồng tế là 450 linh mục và số giáo dân khoảng 15.000 người.

### Các lễ Tạ ơn
Tân giám mục Nguyễn Tuấn Anh đã cử hành lễ Tạ ơn tại Giáo xứ Hà Nội vào sáng ngày 10 tháng 10 năm 2024. Các Giám mục Gioan Đỗ Văn Ngân, Giuse Đinh Đức Đạo và Phêrô Trần Đình Tứ và hai linh mục nghĩa phụ (cha cố), cha cố ông và các linh mục cùng đồng tế. Tham dự buổi lễ còn có thân nhân và ân nhân của tân giám mục. Chiều ngày 12 tháng 10, Tân Giám mục Đa Minh cử hành lễ tạ ơn tại Giáo xứ Hiền Hòa, nơi ông từng thực tập mục vụ với tư cách chủng sinh từ năm 2003 đến năm 2005. Ngày 13 tháng 10 cùng năm, Tân Giám mục Đa Minh cử hành lễ tạ ơn tại giáo xứ Thanh Hóa, xứ nhà của thân mẫu và anh chị em hiện tại.  Tân giám mục cũng cử hành nhiều lễ tạ ơn khác tại các giáo xứ: Bùi Thái (giáo phận Xuân Lộc, 19 tháng 10), nơi ông được lãnh bí tích rửa tội và bí tích rước lễ lần đầu. Ma Lâm (giáo phận Phan Thiết, 26 tháng 10), nơi nội tộc của ông đang cư ngụ, Long Thành (giáo phận Xuân Lộc; 1 tháng 11).

### Mục vụ
Ngày 13 tháng 10 năm 2024, Giám mục Nguyễn Tuấn Anh chủ sự nghi thức nhậm chức của tân linh mục chính xứ nhà thờ chính tòa Xuân Lộc Giuse Đinh Văn Huấn. Linh mục Huấn được bổ nhiệm kiêm chức Quản hạt Giáo hạt Long Khánh. Ngày 24 tháng 10, Giám mục Tuấn Anh tham dự buổi gặp gỡ trong chuyến thăm mục vụ của Giám mục Giáo phận Hải Phòng Vinh Sơn Nguyễn Văn Bản tại giáo xứ Kẻ Sặt, giáo phận Xuân Lộc. Linh mục tháp tùng Giám mục Bản là Quản lý Tòa Giám mục Hải Phòng Gioan Baotixita Vũ Văn Kiện, trong khi linh mục Đa Minh Trần Xuân Thảo đại diện đồng hương gốc Hải Phòng chào đón đoàn từ Hải Phòng đến thăm.

## Tông truyền
Giám mục Đa Minh Nguyễn Tuấn Anh được tấn phong Giám mục vào năm 2024, dưới thời Giáo hoàng Phanxicô, bởi:
- Chủ phong: Giám mục Gioan Đỗ Văn Ngân, Giám mục Chính tòa Giáo phận Xuân Lộc.
- Phụ phong: Giám mục chính tòa Giáo phận Ban Mê Thuột Gioan Baotixita Nguyễn Huy Bắc và Giám mục chính tòa Giáo phận Bùi Chu Tôma Aquinô Vũ Đình Hiệu.

Dưới đây là sơ đồ tính Tông truyền từ giám mục Việt Nam đầu tiên được giám mục ngoại quốc chủ phong cho đến đời Giám mục Đa Minh Nguyễn Tuấn Anh.